# Гамильтон, Дуглас, 8-й герцог Гамильтон
Дуглас Дуглас-Гамильтон (24 июля 1756 — 2 августа 1799) — крупный шотландский аристократ и пэр, 8-й герцог Гамильтон и 5-й герцог Брендон (1769—1799), барон Гамильтон из Хамелдона (1790—1799), лорд-лейтенант Ланаршира (1794—1799).

## Биография
Родился в Холирудском дворце. Младший сын Джеймса Гамильтона (1724—1758), 6-го герцога Гамильтона и 3-го герцога Брендона (1743—1758), и Элизабет Каннинг (1733—1790).
При рождении Дуглас Гамильтон получил титул маркиза Клайсдейла. Учился в Итонском университете (1763—1767).
В июле 1769 года после смерти своего старшего брата Джеймса Гамильтона, 7-го герцога Гамильтона, Дуглас унаследовал титулы герцогов Гамильтона и Брендона.
В 1782 году он получил место в палате лордов Великобритании. В 1790 году после смерти своей матери унаследовал титул барона Гамильтона из Хамелдона. В 1794 году — лорд-лейтенант Ланаркшира. Служил в британской армии в чине полковника.
В 1772—1776 годах Дуглас Гамильтон проживал в Европе вместе с доктором Джоном Муром и его сыном сэром Джоном Муром, будущим генералом и героем Ла-Коруньи.
После возвращения на родину 5 апреля 1778 года в Лондоне 21-летний герцог женился на Элизабет Энн Баррелл (1757—1837), дочери политика и адвоката Питера Баррелла (1724—1755). Брак был бездетен.
В 1794 году по парламентскому акту после шестнадцатилетнего брака супруги были разведены. Герцогиня инициировала развод на основании измен мужа с Фрэнсис Твисден (женой Арчибальда Монгомери, графа Эглинтона, и сестрой Фрэнсис Вильерс, графини Джерси) с 1787 года и актрисой миссис Эстен с 1793 года. Граф Эглинтон развелся с женой 6 февраля 1788 года на основании её измены с герцогом Гамильтоном, после чего она родила ребёнка, леди Сюзанну Монгомери (1788—1805), предположительно от герцога.
После развода ни один из бывших супругов не вступил в повторный брак. У него в 1796 году родилась дочь от своей любовницы актрисы Харриет Пай Беннет (известной под именем миссис Эстен) и ему приписывается ещё один ребёнок, родившийся около 1788 года, от леди Эглинтон.
Через год после смерти своей мужа Дугласа Гамильтона Элизабет Баррелл вторично вышла замуж за Генри Сесила (1754—1804), 1-го маркиза Эксетера, став его третьей женой. У них не было детей.
В августе 1799 года 43-летний Дуглас Гамильтон, герцог Гамильтон и Брендон, скончался во дворце Гамильтон, не оставив законного потомства. Его похоронили в семейном мавзолее в Гамильтоне (Шотландия). Титулы герцогов Гамильтон и Брэндон унаследовал его дядя Арчибальд Гамильтон (1740—1819), сын Джеймса Гамильтона, 5-го герцога Гамильтона. Баронский титул перешел к его сводному брату Джорджу Кэмпбеллу (1768—1839), 6-му герцогу Аргайлу. Также герцог завещал имущество своего дворца в Гамильтоне внебрачной дочери от госпожи Эстен, Энн Дуглас-Гамильтон (1796—1844), будущей жене (с 1820) Генри Роберта Вестерна, 3-го барона Росмора. Новый герцог Гамильтон был вынужден это имущество выкупить.